# Stella d'Italia
(Cesare Ripa, Iconologia, 1603)

La Stella d'Italia, conosciuta popolarmente come "Stellone"

La Stella d'Italia, conosciuta popolarmente come Stellone, è una stella bianca a cinque punte che da molti secoli rappresenta la terra italiana. È il più antico simbolo patrio italiano, risalente all'antichità greco-romana quando Venere, associata all'Occidente come stella della sera, venne assunta a identificare la penisola italiana. Da un punto di vista allegorico, la Stella d'Italia rappresenta metaforicamente il fulgido destino dell'Italia.
Nei primi anni del XVI secolo cominciò a essere associata con frequenza all'Italia turrita, personificazione nazionale allegorica della penisola italiana. La Stella d'Italia viene rievocata anche dall'emblema della Repubblica Italiana, dov'è sovrapposta a una ruota dentata d'acciaio, il tutto contornato da un ramo di quercia e da uno di ulivo.

## Il suo valore simbolico
Da un punto di vista allegorico, la Stella d'Italia rappresenta metaforicamente il fulgido destino dell'Italia. Il suo valore unificatore è pari a quello della bandiera tricolore italiana. Nel 1947 la Stella d'Italia è stata inserita al centro dell'emblema della Repubblica Italiana, che è stato disegnato da Paolo Paschetto e che è il simbolo iconico identificativo dello Stato italiano.
La Stella d'Italia è richiamata anche da alcune onorificenze. La Stella d'Italia è rievocata dall'Ordine coloniale della Stella d'Italia, decorazione del Regno d'Italia che era destinata a celebrare l'Impero italiano, nonché dall'Ordine della Stella della Solidarietà Italiana, prima decorazione istituita dall'Italia repubblicana, che è stata sostituita nel 2011 dall'Ordine della Stella d'Italia, secondo titolo onorifico civile per importanza dello Stato italiano.
La Stella d'Italia è anche rievocata dalle stellette indossate sui colletti delle uniformi dei militari italiani e compare sulla polena delle navi della Marina Militare. In ambito civile la Stella d'Italia è il simbolo centrale dello stemma del Club Alpino Italiano.

## Storia

### Dall'antica Grecia all'epoca romana

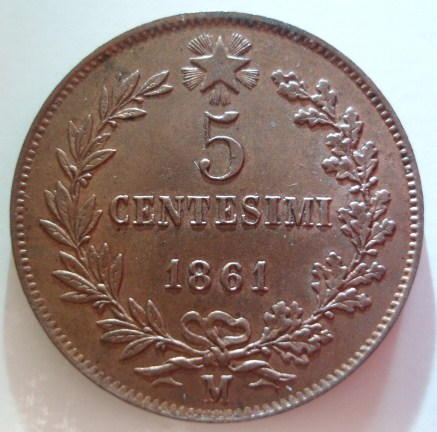
La Stella d'Italia sulle prime monete dell'Italia unita

La simbologia che vede associare una stella all'Italia nacque nell'antica Grecia e trasse origine dall'abbinamento di Venere, come stella della sera, con l'occidente e quindi con la penisola italiana, una delle cui denominazioni era Esperia, ovvero "terra di Espero", l'astro della Sera consacrato a Venere. Tale simbologia risulta già attestata nella letteratura greca arcaica: nel VI secolo a.C., il poeta Stesicoro, nel poema Iliupersis (Caduta di Troia), nel creare la leggenda di Enea, descrisse il suo ritorno nella terra dei suoi antenati (l'Italia) dopo la disfatta di Troia, sotto la guida di Venere.
Il racconto del viaggio in mare di Enea guidato verso le coste italiane dalla materna stella di Venere è poi ripreso in epoca romana da Plinio il Vecchio, da Varrone e da Virgilio, dando origine a una doppia tradizione: quella politica del Caesaris Astrum, la stella di Giulio Cesare che ebbe origine dalla comparsa di una stella cometa poco dopo la sua morte e che venne richiamata anche da Augusto come segno benaugurante e come prefigurazione della pax romana, e la tradizione toponomastica e letteraria di origine greca dell'Italia chiamata Esperia, la "terra su cui tramonta la stella vespertina", cioè Venere. La fusione delle due tradizioni associò la stella all'Italia, centro dell'Impero romano e mai considerata una provincia, avendo uno status amministrativo speciale, essendo divisa nelle regioni augustee.
La prima rappresentazione dell'Italia, oggi andata perduta, era la Italia picta (Italia dipinta) presente nel tempio della Tellus a Roma, databile al 268 a.C. Su cosa essa fosse gli storici sono divisi: secondo alcuni era una mappa geografica della penisola, secondo altri una personificazione dell'Italia.
Una rappresentazione dell'Italia come testa femminile incoronata d'alloro apparve su alcune monete coniate a Corfinium durante la Guerra Sociale che oppose, dal 91 all'88 a.C., Roma ad alcuni popoli della penisola italiana. Una raffigurazione allegorica dell'Italia come Tellus, Cerere o Venere (l'identificazione non è chiara) fu forse scolpita in marmo su una parete esterna dell'Ara Pacis, eretta dal 13 al 9 a.C. a Roma da Augusto.
La rappresentazione dell'Italia turrita venne proposta per la prima volta dall'imperatore Traiano, che la fece scolpire sull'Arco che porta il suo nome eretto a Benevento nel 114 d.C. Durante il regno di Antonino Pio venne coniato un sesterzio rappresentante l'Italia come una donna turrita che siede su un globo e che tiene una cornucopia in una mano e il bastone del comando in quell'altra. Questa diverrà poi l'immagine classica della personificazione allegorica dell'Italia. A questa moneta seguirono analoghi conii degli imperatori Marco Aurelio, Commodo, Settimio Severo e Caracalla. 

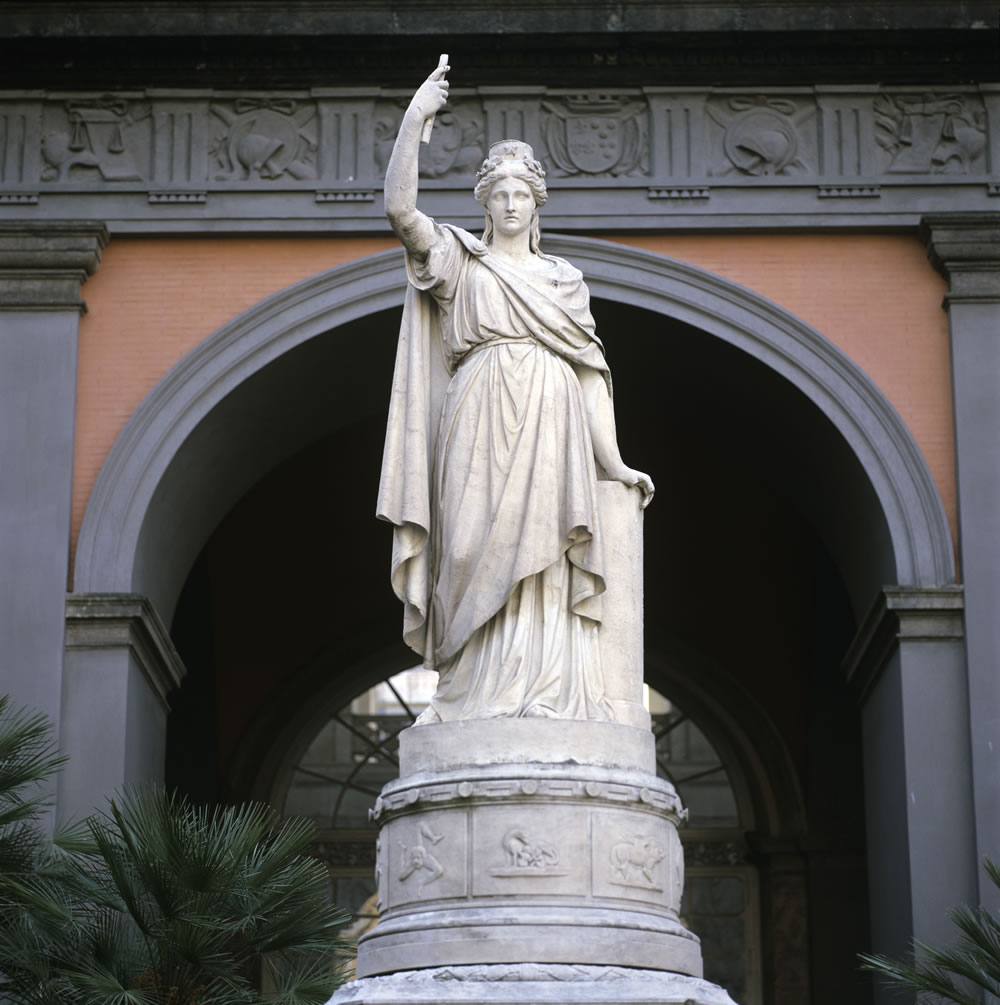
Francesco Liberti, L'Italia turrita e stellata, 1861, marmo, Palazzo Reale, Napoli

La corona turrita è il simbolo della Civitas romana; l'allegoria indica quindi la sovranità della penisola italiana come terra di città libere e di cittadini romani a cui venne concesso un diritto proprio: lo Ius Italicum. L'origine della figura della donna turrita è legata a Cibele, divinità della fertilità di origine anatolica, che è caratterizzata dalla presenza, sul proprio capo, di una corona muraria. La prima associazione tra la stella (la Stella Veneris) e la corona muraria (la Corona muralis) dell'Italia turrita, da cui la cosiddetta Italia turrita e stellata, è anch'essa di epoca romana e risale ai tempi di Augusto.

### Dal Medioevo al Risorgimento
Dopo la scomparsa dovuta alla caduta dell'Impero romano d'Occidente e l'oblio del Medioevo, la Stella d'Italia fu riscoperta nel Rinascimento. È infatti ancora incerta l'identificazione simbolica dell'astro di Cesare nel prezioso monile tricolore a forma di stella, tempestato di smeraldi verdi, perle bianche e rubini rossi, che è conservato al Museo di Castelvecchio di Verona e che risale al Trecento, quindi all'epoca medievale: sarebbe stato fabbricato per il condottiero Cangrande I della Scala, signore di Verona in cui Dante vedeva il nuovo Cesare capace di unificare l'Italia. Tuttavia è altresì probabile che la stella si riferisse a Sirio, sotto il cui benefico influsso sarebbe nato Cangrande, con i colori verde, bianco e rosso associati alle tre virtù teologali.
Il significato etico e ideale della Stella d'Italia corrispose, fino al Risorgimento, al motto di Leonardo da Vinci:
(Leonardo da Vinci)

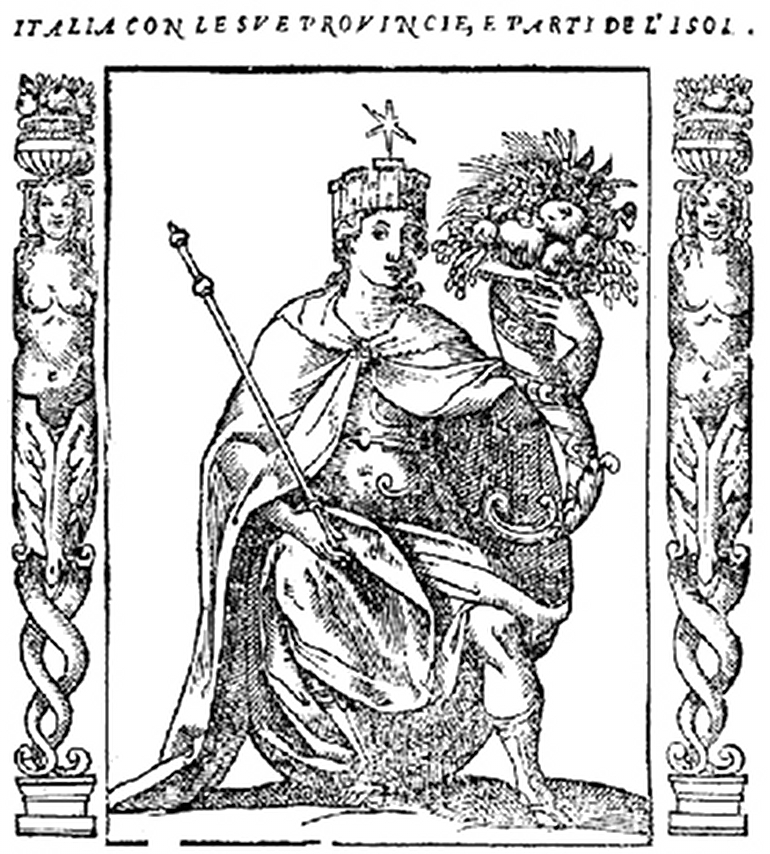
L'Italia turrita e stellata di Cesare Ripa (1603). Si può notare, sopra la personificazione allegorica della penisola italiana, la Stella d'Italia.

Il Caesaris Astrum comparve nel 1574 anche sulla copertina del libro Historiarum de Regno Italiae dello storico Carlo Sigonio. La Stella d'Italia fu poi ripresa da Cesare Ripa nel 1603, nella seconda edizione del suo celebre trattato Iconologia, che la riassociò all'Italia turrita, creando la versione moderna della personificazione allegorica dell'Italia: una donna turrita e stellata, cioè provvista della Corona muralis e della Stella Veneris.
Per quanto riguarda l'aggiunta della Stella d'Italia, Cesare Ripa si ispirò al Dictionarium historicum ac poeticum, opera redatta da Charles Estienne nel 1567. Sull'Iconologia di Cesare Ripa la presenza della Stella d'Italia è così motivata:
(Cesare Ripa, Iconologia, 1603)
Il trattato di Ripa ispirò poi numerosi artisti, quali Antonio Canova, Giuseppe Bernardino Bison, Cesare Maccari, Giacomo Balla, Mario Sironi, fino ai primi decenni del Novecento. L'immagine allegorica dell'Italia turrita e stellata diventò popolare con il Risorgimento diffondendosi attraverso una vasta iconografia di statue pubbliche, fregi e oggetti decorativi, copertine di guide turistiche, cartoline postali, stampe e illustrazioni dei giornali.
Agli albori della storia risorgimentale, è degno di nota uno stralcio di un componimento poetico contenuto nell'opera Versi sciolti di tre eccellenti moderni autori cioe ab. Carlo Innocenzo Frugoni. Co. Francesco Algarotti. Ab. Saverio Bettinelli con alcune lettere all'Arcadia di Roma Carlo Innocenzo Frugoni, Francesco Algarotti, Saverio Bettinelli presso Vincenzo Rizzi, 1818 di Carlo Innocenzo Frugoni, Francesco Algarotti e Saverio Bettinelli:
(Versi sciolti di tre eccellenti moderni autori cioe ab. Carlo Innocenzo Frugoni. Co. Francesco Algarotti. Ab. Saverio Bettinelli con alcune lettere all'Arcadia di Roma Carlo Innocenzo Frugoni, Francesco Algarotti, Saverio Bettinelli presso Vincenzo Rizzi, 1818)
Esiste una tradizione letteraria, poetica e artistica che ha tramandato attraverso i secoli il mito della Stella d'Italia e l'immagine della figura muliebre, turrita e stellata, come personificazione allegorica della terra italiana. In epoca risorgimentale, evocando il viaggio in mare di Enea verso le coste italiane, Giuseppe Mazzini alluse di nuovo al mito della stella nazionale che deve guidare il processo dell'unità politica dell'Italia rischiarandole la sorte.

### Dall'unità d'Italia all'Italia repubblicana

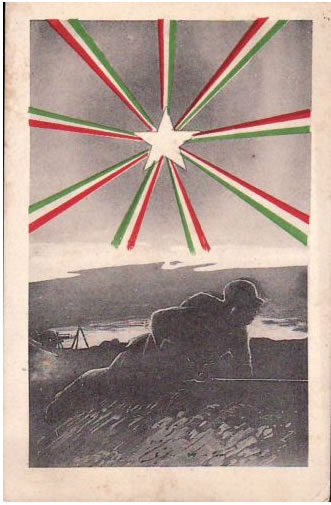
La Stella d'Italia che assiste simbolicamente il soldato in trincea in una cartolina postale della prima guerra mondiale

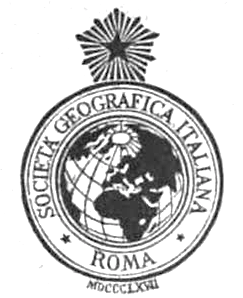
Logo della Società Geografica Italiana in cui campeggia la Stella d'Italia

L'idea del destino della penisola italiana illuminato dalla stella continuò a essere diffusa anche dopo l'unità d'Italia grazie a Cavour e Casa Savoia. La casa regnante italiana cercò di legare a sé l'iconografia della Stella d'Italia suggerendo che si trattasse della stella sabauda, un motivo araldico della famiglia; di questo legame però non c'è traccia sui documenti storici antecedenti all'unità d'Italia. La Stella d'Italia è presente anche nel logo della Società geografica italiana.
Dopo l'unità d'Italia, la presenza di enormi stelle simboliche sul palco d'onore delle cerimonie ufficiali a cui partecipava re Vittorio Emanuele II indusse sempre di più gli italiani a definirla, in modo affettivo, lo «stellone» che protegge l'Italia. Sulla monetazione metallica italiana la Stella d'Italia è presente su tutte le emissioni in rame già dal 1861 e sino al 1907, nonché su tutti i conii di re Umberto I. La Stella d'Italia è rievocata anche dallo stemma del Regno d'Italia utilizzato dal 1870 al 1890.
Nel 1871, grazie al Regio decreto nº 571 del 13 dicembre 1871 a firma del ministro Cesare Francesco Ricotti-Magnani, la Stella d'Italia è diventato uno dei segni distintivi delle forze armate italiane, le cosiddette "stellette":
(Regio decreto 13 dicembre 1871, n. 571)
Giosuè Carducci, alla Stella d'Italia, dedicò i famosi versi del componimento Scoglio di Quarto, scritto nel 1877 e facente parte dell'opera le Odi barbare:
(Giosuè Carducci, Scoglio di Quarto)

Il viaggio in treno del Milite Ignoto italiano (1921). Su una delle due locomotive che trainavano il carro ferroviario funebre, e sull'edificio principale della stazione ferroviaria di destinazione del convoglio, la stazione di Roma Tiburtina, era rappresentata la Stella d'Italia.

Un'ipotesi sostenuta dagli ambienti cattolici nella seconda parte del XIX secolo, dopo la presa di Roma e in aperta polemica con il neonato Regno d'Italia, voleva che l'origine della Stella d'Italia fosse legata alla massoneria e alla cabala ebraica, con particolare riferimento alla stella di David. Secondo questa congettura la genesi della Stella d'Italia aveva un'accezione anti cristiana:
(La Civiltà cattolica, Volume 1; Volume 11, 1879)
La Stella d'Italia è anche citata nel brano musicale patriottico Tripoli bel suol d'amore, che venne scritto nel 1911 poco prima dell'inizio della guerra italo-turca, campagna militare facente parte delle guerre coloniali italiane, per propagandare l'imminente guerra del Regno d'Italia contro l'Impero ottomano, che era finalizzata alla conquista della Libia. Alcuni versi di questo componimento musicale recitano:
La stella d'Italia ci addita un tesor.
Tripoli, bel suol d'amore [...]»
(Tripoli bel suol d'amore)

Bandiera del Comitato di Liberazione Nazionale, con al centro la Stella d'Italia

La Stella d'Italia fu uno dei simboli del viaggio in treno sulla linea Aquileia-Roma verso la capitale d'Italia della salma del Milite Ignoto. La bara venne collocata sull'affusto di un cannone e deposta su un carro funebre ferroviario progettato per l'occasione da Guido Cirilli. La cerimonia ebbe il suo epilogo a Roma con la sepoltura solenne all'Altare della Patria il 4 novembre 1921 in occasione della Giornata dell'Unità Nazionale e delle Forze Armate. Una Stella d'Italia in bronzo era collocata su una delle due locomotive che trainava il carro funebre ferroviario, mentre una seconda era rappresentata sull'edificio principale della stazione di Roma Tiburtina, che accolse il convoglio nella destinazione finale e che all'epoca era conosciuta come "stazione di Portonaccio".
Il significato protettivo o provvidenziale della stella è stato poi ripreso dal fascismo e dalla Resistenza, che la pose sulla bandiera del Comitato di Liberazione Nazionale, oltre che dai repubblicani e dai monarchici in occasione del referendum istituzione del 2 giugno 1946, che ebbe luogo a seconda guerra mondiale terminata.
Nel 1947 la Stella d'Italia è stata inserita al centro dell'emblema ufficiale della Repubblica Italiana, che è stato disegnato da Paolo Paschetto. La presenza della stella sull'emblema non è casuale: il suo inserimento fu uno degli obblighi prescritti dal concorso nazionale istituito per la realizzazione dello stemma repubblicano; secondo il bando, il futuro emblema della Repubblica avrebbe dovuto comprendere la Stella d'Italia perché essa è «ispirazione dal senso della terra e dei comuni».

### Esplicative
1. ↑  Intende la Marina Militare.
2. ↑  Il nome "Lucifero", che significa "Portatore di luce", deriva dal latino lucifer (lux = luce, ferre = portare). In ambito pagano e astrologico "Lucifero" indica la "stella del mattino", ovvero il pianeta Venere, che è anche chiamato con questo nome perché visibile all'aurora.

### Bibliografiche
1. 1 2  Bazzano, pp. 101-102.
2. 1 2 3   I simboli della Repubblica – L'emblema, su quirinale.it. URL consultato il 2 giugno 2020.
3. 1 2 3 4 5 6 7  Rossi, p. 38.
4. 1 2 3 4  Bazzano, p. 7.
5. 1 2  Bazzano, p. 174.
6. ↑   Relazione di accompagnamento del disegno di legge governativo (PDF), su governo.it. URL consultato il 2 febbraio 2016 (archiviato dall'url originale il 4 giugno 2015).
7. 1 2 3 4 5   La Civiltà cattolica, Volume 1; Volume 11, su books.google.it, 1879. URL consultato il 4 giugno 2017.
8. 1 2 3 4  Bazzano, p. 101.
9. ↑  Bazzano, p. 12.
10. 1 2 3  Bazzano, p. 33.
11. ↑  Storia della storiografia romana, Giuseppe Zecchini, 2016, Laterza.
12. ↑  Italia picta.
13. 1 2  Bazzano, p. 29.
14. ↑  Bazzano, p. 23.
15. 1 2 3 4 5 6 7  Rossi, p. 45.
16. 1 2  Bazzano, p. 178.
17. ↑  Bazzano, p. 24.
18. 1 2  Bazzano, p. 89.
19. ↑   La prima stella d'Italia fu di Cangrande, su larena.it. URL consultato il 17 febbraio 2016 (archiviato dall'url originale il 24 febbraio 2016).
20. 1 2   Alle origini dello «stellone», su ilgiornaledellarte.com. URL consultato il 2 febbraio 2016 (archiviato dall'url originale il 6 dicembre 2017).
21. ↑   Versi sciolti di tre eccellenti moderni autori cioe ab. Carlo Innocenzo Frugoni. Co. Francesco Algarotti. Ab. Saverio Bettinelli con alcune lettere all'Arcadia di Roma Carlo Innocenzo Frugoni, Francesco Algarotti, Saverio Bettinelli presso Vincenzo Rizzi, su books.google.it, 1818. URL consultato il 4 giugno 2017.
22. ↑   Visione d'insieme delle monete del Regno d'Italia, su numismatica-italiana.lamoneta.it. URL consultato il 2 febbraio 2016.
23. ↑   Le stellette, su esercito.difesa.it. URL consultato il 4 giugno 2017.
24. ↑   Paolo Peluffo, La riscoperta della patria. Perché il 150° dell'unità d'Italia è stato un successo. URL consultato il 4 giugno 2017.
25. 1 2   Gian Antonio Stella, Carmine Pascià che nacque buttero e morì beduino, su books.google.it. URL consultato il 4 giugno 2017.
26. 1 2   Alessandro Miniero, Da Versailles al milite ignoto. Rituali e retoriche della vittoria in Europa (1919-1921), su books.google.it. URL consultato il 4 giugno 2017.
27. 1 2   MILITE IGNOTO, in Enciclopedia Italiana, Roma, Istituto dell'Enciclopedia Italiana. URL consultato il 1º febbraio 2016.